# Jardín Botánico de Papatia
El Jardín Botánico de Papatia (en francés: Jardin botanique de Papatia) se encuentra en Papatia, Sina-Issire, en el norte de Benín. Fundado en 2001, fue el primer jardín creado en el norte de Benín. Fue creado por el pueblo local Fula, tradicionalmente, una etnia seminómadas, que fue apoyada por una ONG, la Universidad Goethe de Frankfurt y la Universidad Nacional de Benín. las 12 hectáreas del jardín cuentan con una zona núcleo totalmente protegida de aproximadamente 5 hectáreas se encuentra en una sabana, que contiene más de 100 plantas leñosas y cientos de especies herbáceas. La instalación incluye un vivero de árboles, varios sitios de valor ecológico, una farmacia de medicina tradicional, instalaciones para la apicultura, y un centro de información. Gnanando Seydou es el director. 